# Bill Kaulitz

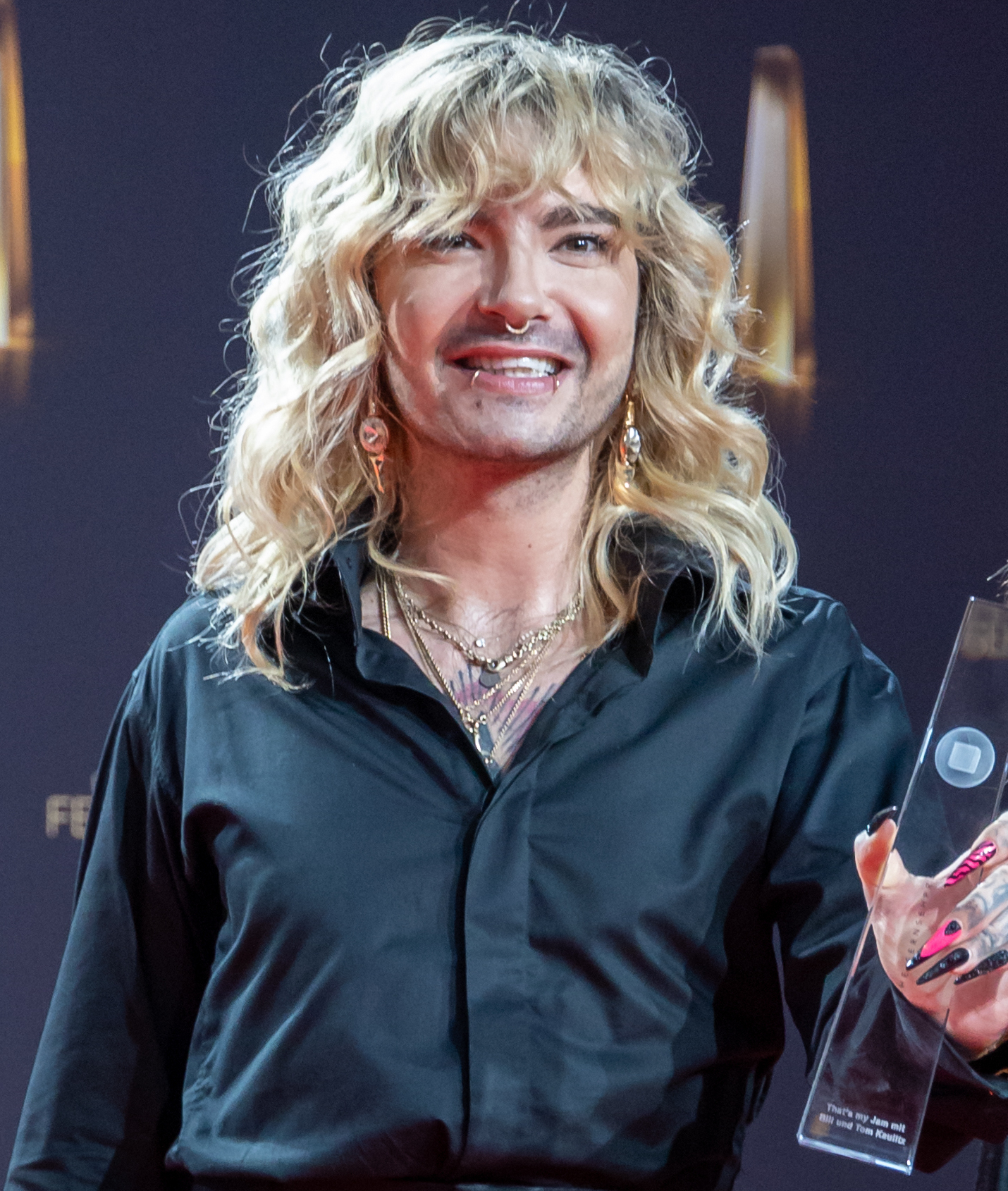
Bill Kaulitz (2023)

Bill Kaulitz (* 1. September 1989 in Leipzig) ist ein deutscher Sänger, Model und Podcaster. Er wurde als Leadsänger der Band Tokio Hotel bekannt.

Unterschrift von Bill Kaulitz

## Leben
Bill Kaulitz wuchs gemeinsam mit seinem eineiigen Zwillingsbruder Tom in Leipzig auf. Seine Eltern, die Malerin Simone Charlotte Kaulitz und ein Lastwagenfahrer, trennten sich, als er sechs Jahre alt war. Die Mutter zog mit ihren beiden Söhnen zu ihrem neuen Lebensgefährten, dem Musiker Gordon Trümper, nach Loitsche in der Nähe von Magdeburg.
Bill und Tom Kaulitz zeigten schon frühzeitig ein großes Interesse an Musik; laut eigenen Angaben begannen sie im Alter von sieben Jahren eigene Titel zu schreiben. Ihr Stiefvater, Gitarrist in der Rockband Fatun, verschaffte ihnen erste Auftritte im Magdeburger Raum. Als Duo Black Question Mark trugen sie auf Stadtfesten und bei privaten Feiern ihre selbstgeschrieben Songs vor; Bill übernahm dabei den Gesangspart. Als kleine Kinder waren sie im Fernsehfilm Verrückt nach dir von Radio Bremen zu sehen.

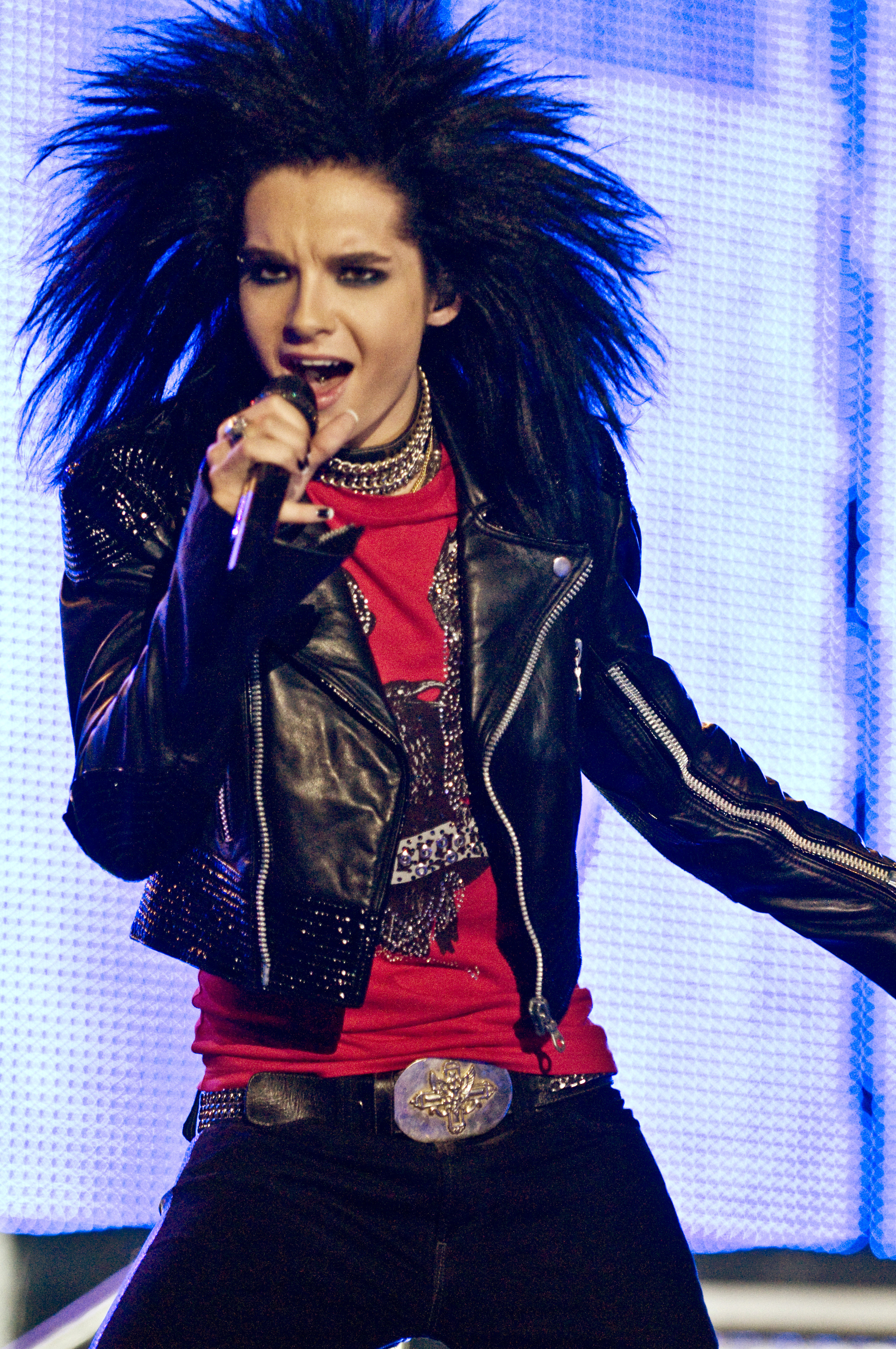
Bill Kaulitz (2008)

Nach einem Auftritt in einem Magdeburger Club im Jahr 2001 wurden Bill und Tom fortan von Gustav Schäfer und Georg Listing musikalisch unterstützt. Unter dem neu gewählten Namen Devilish traten sie zunächst bei Talentshows und auf kleinen Bühnen auf, ohne kommerziellen Erfolg.
Wegen einer verlorenen Wette mit seinem Bruder nahm Bill Kaulitz im Sommer 2003 an der Castingshow Star Search teil. Mit seinem Beitrag (It’s Raining Men von den Weather Girls) schied er im Achtelfinale aus. Der Musikmanager Peter Hoffmann wurde dennoch auf ihn aufmerksam und nahm ihn und seine Band unter Vertrag.
Mit dem 2005 veröffentlichten Titel Durch den Monsun und dem dazugehörigen Album Schrei gelang Tokio Hotel, wie die Band nun hieß, der Durchbruch. Von Beginn an war Bill Kaulitz als Sänger und Frontmann dabei. Über Nacht wurde der damals Sechzehnjährige zum extravagant auftretenden Teenie-Idol (dunkle Kleidung in Kombination mit dunkler Schminke und schwarzgefärbten Haaren), Mädchenschwarm und musikalischen Aushängeschild.
Ermutigt durch wachsenden Erfolg brach Kaulitz 2006 die Schule ab und holte seinen Realschulabschluss per Fernkurs nach. Für diese „vorbildliche Leistung“ wurden er und sein Zwillingsbruder 2009 mit dem Jugendpreis Fernlernen ausgezeichnet.
In der deutschen Fassung des Films Arthur und die Minimoys (2006) war Bill Kaulitz der deutsche Synchronsprecher des Titelhelden, sowie auch in der Fortsetzung Arthur und die Minimoys 2 – Die Rückkehr des bösen M (2009). Der Sänger ist mittlerweile auch als Model tätig. Zum 30-jährigen Bestehen der deutschen Vogue-Ausgabe nahm Karl Lagerfeld im September 2009 eine mehrteilige Fotostrecke mit ihm auf. Im Januar 2010 präsentierte er in Mailand die neue Kollektion des Modelabels Dsquared2.
Bill Kaulitz ernährte sich eine Zeit lang vegetarisch und wurde 2010 von PETA (Deutschland) zum „Sexiest Vegetarian of the Year 2010“ ausgezeichnet. Nachdem der Künstler 2022 erklärt hatte, sich auch wieder mit Fleisch zu ernähren, entzog ihm die Tierschutzorganisation den Titel.
Die intensive öffentliche Wahrnehmung, verbunden mit Stalking und einem Einbruch von Fans im Haus von Bill und seinem Bruder Tom im Hamburger Umland bewogen die Band 2010 zum Rückzug und die Brüder dazu, nach Los Angeles zu ziehen. 2013 saß Bill Kaulitz zusammen mit seinem Bruder Tom in der Jury der zehnten Staffel von Deutschland sucht den Superstar.

Unter dem Pseudonym Billy veröffentlichte er 2016 die Single Love Don’t Break Me und die EP I’m Not Ok. 2019 nahm er mit Tom an der Sendung Das Duell um die Welt teil. Im November 2019 saß er neben seiner Schwägerin Heidi Klum und Conchita Wurst in der Jury der ProSieben-Show Queen of Drags. 2019 und 2021 war er Gastjuror bei Germany’s Next Topmodel. 2023 saß er gemeinsam mit seinem Bruder in der Jury von The Voice of Germany im Doppelstuhl; sie waren die Coaches der Siegerin Malou Lovis Kreylenkamp. Im gleichen Jahr war Kaulitz Kandidat in der 5. Staffel von Wer stiehlt mir die Show? und gewann in der letzten Folge die Sendung und somit das Cover vom Rätsel-Karussell. 2024 gewann er gemeinsam mit seinem Bruder die Halloween-Folge der Comedy-Sendung LOL: Last One Laughing. 

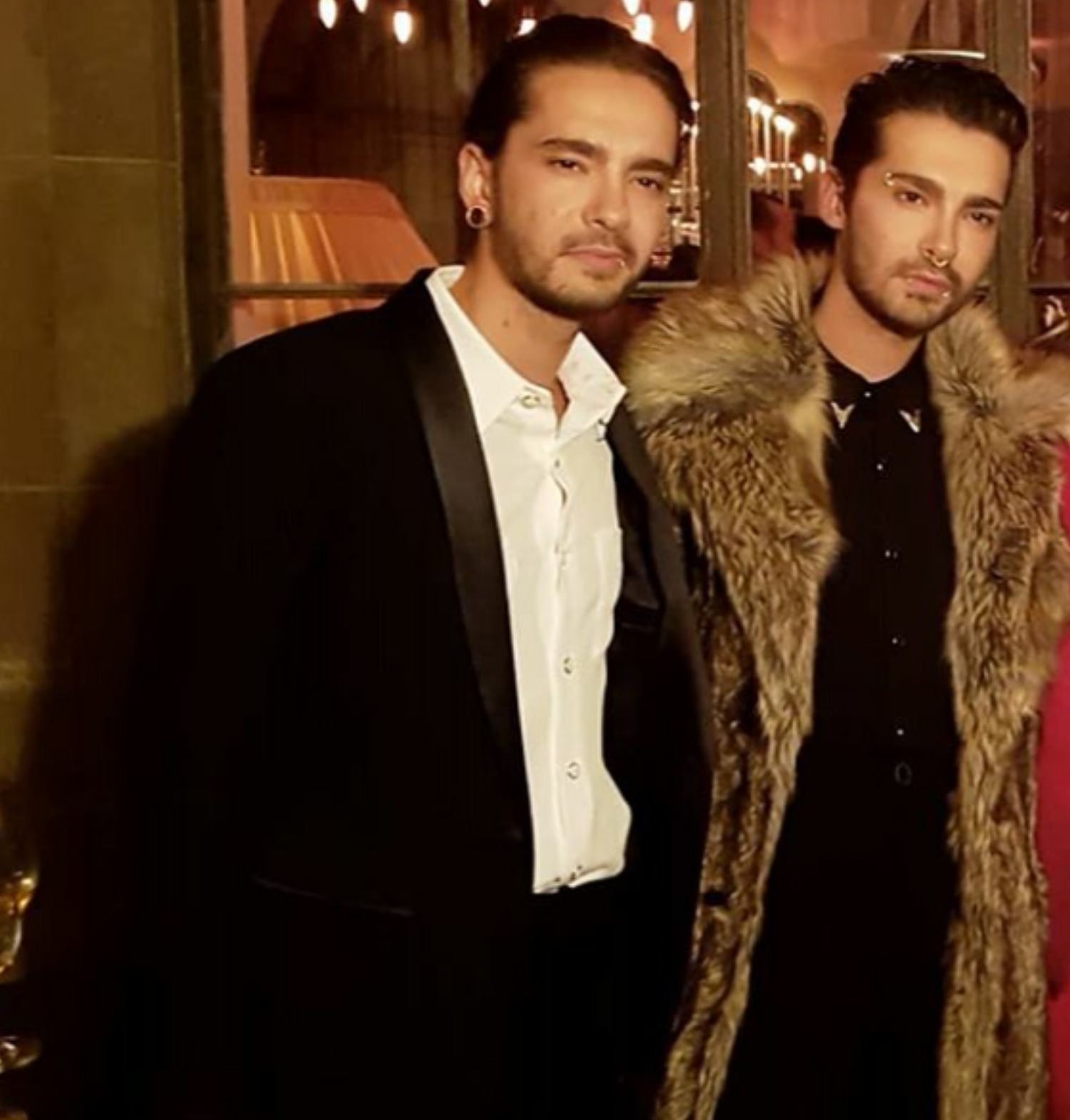
Bill Kaulitz (rechts) mit seinem Zwillingsbruder Tom (2018)

## Öffentliche Wahrnehmung

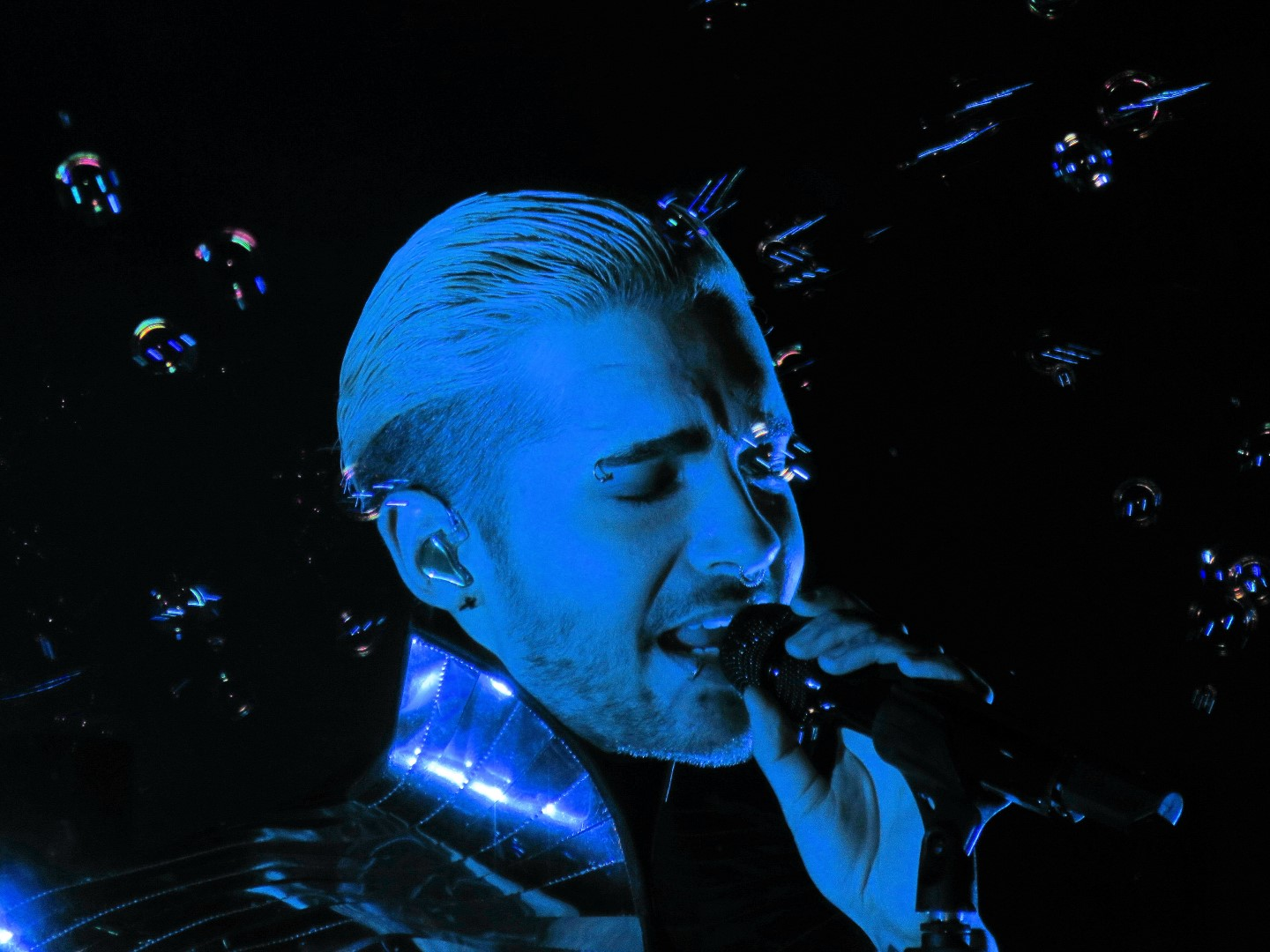
Bill Kaulitz (2017)

Das androgyne Erscheinungsbild des Sängers führte vermehrt zu Mutmaßungen zu seiner Sexualität. 2021 sprach er erstmals offen über seine sexuelle Orientierung, die er nach eigenen Angaben nicht genauer definieren kann. „Ich war verliebt in einen Mann, ich war verliebt in eine Frau. Ich hab’ das beides gehabt. Und ich weiß, wie sich das anfühlt und ich weiß, wie anders das im Leben immer kommt. Und darum hätte ich gerne, dass eine neue Schublade erfunden wird – oder wir einfach alle abschaffen.“
Bei der Wahl Man of the Year („Mann des Jahres“) durch die US-Ausgabe der MTV-News belegte Kaulitz im Dezember 2008 Platz 6.
Im deutschen Fernsehen wurde er häufig parodiert. Zu den bekanntesten Darstellungen zählen die von Martina Hill in Switch reloaded und von Carolin Kebekus in Freitag Nacht News und Broken Comedy.

## Autobiografie
Im Februar 2021 erschien seine Autobiografie Career Suicide: Meine ersten dreißig Jahre. Hannah Schlüter bezeichnete das Buch im Freitag als „Geschichte über Männlichkeit“, als „Aufsteiger-Story eines ostdeutschen Teenagers aus einer Arbeiterfamilie“, die auch als Geschichte über Klassenscham interessant sei. Lars Weisbrod kritisierte in der Zeit die vulgäre und mangelhaft lektorierte Sprache, lobte jedoch den Wandel Kaulitz’ und seiner Sprache, die sich nach dem Umzug nach Hollywood bemerkbar machten.

## Filmografie (Auswahl)
Fernsehen

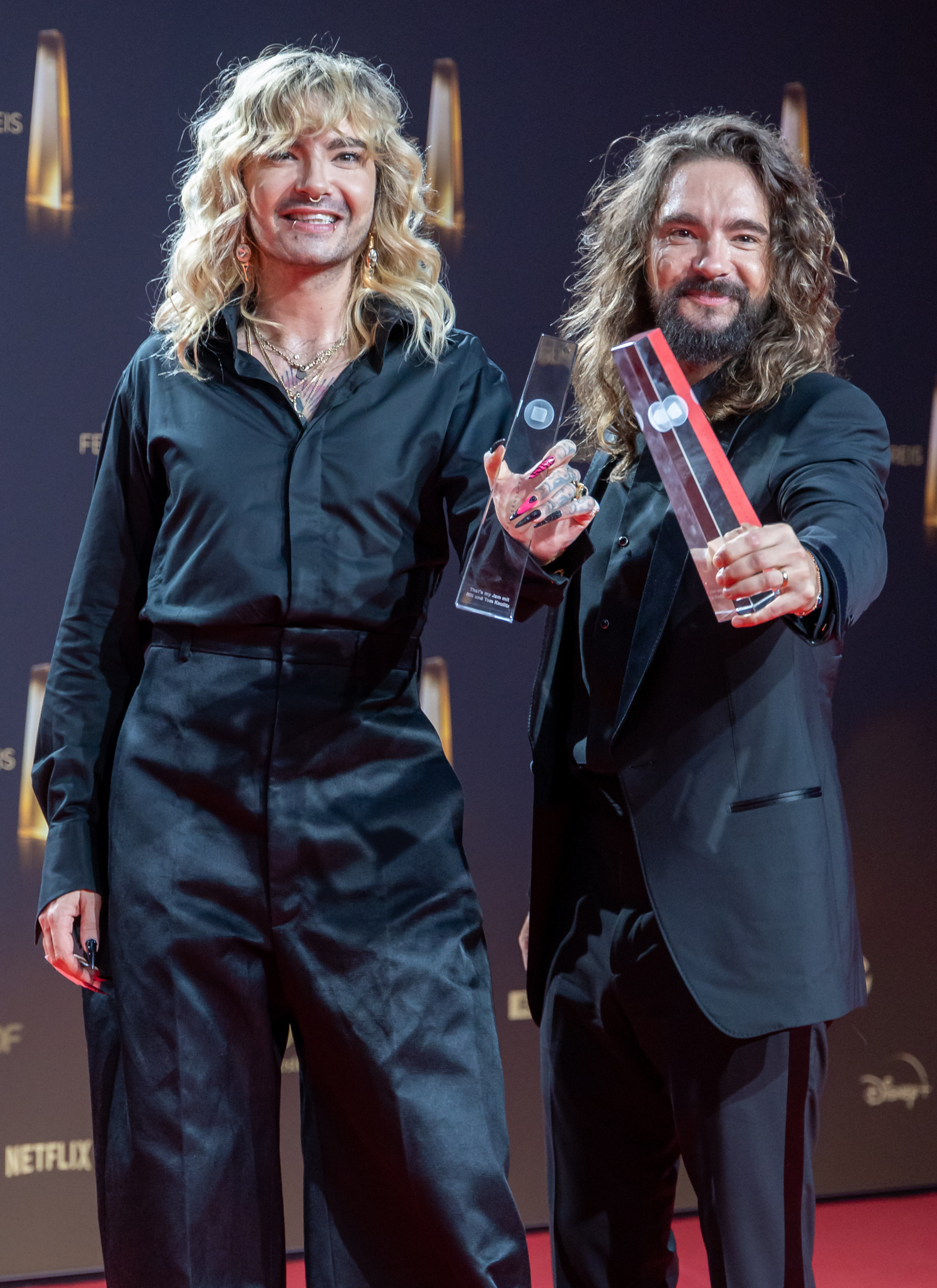
Für das Musikformat That's My Jam wurden die Kaulitz-Brüder 2023 mit dem Deutschen Fernsehpreis ausgezeichnet.

- 2013: Deutschland sucht den Superstar (Jurymitglied, RTL)
- 2019, 2021: Germany’s Next Topmodel (Gastjuror, ProSieben)
- 2019: Das Duell um die Welt – Team Joko gegen Team Klaas (Teilnehmer, ProSieben)
- 2019: Queen of Drags (Jurymitglied, ProSieben)
- 2023: That’s My Jam (Moderation, RTL+)
- 2023: Wer stiehlt mir die Show (Teilnehmer, ProSieben)
- 2023: That's My Jam (Moderation, RTL, Musikformat ausgezeichnet mit dem Deutschen Fernsehpreis)
- 2023: The Voice of Germany (Coach, ProSieben)
- 2024: Kaulitz & Kaulitz (Reality-TV, Netflix)
- 2024: Superduper Show (ProSieben, nach einer Folge abgesetzt)[22]

Kino
- 2007: Arthur und die Minimoys (Synchronstimme)
- 2009: Arthur und die Minimoys 2 (Synchronstimme)

## Sonstiges
- Seit November 2008 steht eine Wachsfigur des Sängers bei Madame Tussauds in Berlin. Mit 19 Jahren war er der jüngste Künstler, dem diese Ehre zuteilwurde.[23]
- Für die Tierrechtsorganisation PETA waren Bill und Tom Kaulitz auf einem Werbeplakat in Ketten und mit Blut verschmiert zu sehen. Sie protestierten damit gegen Wildtiere im Zirkus.[24] Im März 2012 machten sie anlässlich der Fußball-Europameisterschaft 2012 auf die Tötung von Straßenhunden in der Ukraine aufmerksam.[25]

## Diskografie
EP
- I’m Not Ok

Singles
- If I Die Tomorrow feat. Far East Movement
- I Am feat. Wyclef, David Correy, URR Jason (Rock Mafia – David Jost)
- Love Don’t Break Me
- Not over You

## Auszeichnungen
Deutscher Podcast Preis
- 2022: in der Kategorie „Beste:r Newcomer:in“ für Kaulitz Hills – Senf aus Hollywood[26]

1 Live Krone
- 2023: in der Kategorie „Beste Unterhaltung“ (Kaulitz Hills – Senf aus Hollywood)[27]

Deutscher Fernsehpreis
- 2023: in der Kategorie „Beste Unterhaltung Show“ für That's My Jam mit Bill & Tom Kaulitz[28]